# Iuri Andruhovîci
Iuri Ihorovîci Andruhovîci (în ucraineană Юрій Ігорович Андрухович; n. 13 martie 1960, Ivano-Frankivsk, RSS Ucraineană, URSS) este un scriitor ucrainean.